# Diplocephalus connatus
Diplocephalus connatus es una especie de araña araneomorfa del género Diplocephalus, familia Linyphiidae, orden Araneae. La especie fue descrita científicamente por Bertkau en 1889.

## Descripción
El cuerpo del macho mide 1,7 milímetros de longitud y el de la hembra 2 milímetros.

## Distribución
Se distribuye por Europa, Rusia (Europa al sur de Siberia) y Kazajistán.